# ليوبومير لوفريتش
ليوبومير لوفريتش، من مواليد 28 مايو 1920 في نوفي ساد، وتوفي في 26 أغسطس 1994 في بلغراد في صربيا، لاعب كرة قدم يوغسلافي سابق ومدرب كرة قدم يوغسلافي سابق.
درب منتخب يوغسلافيا لكرة القدم في كأس الأمم الأوروبية لكرة القدم 1960 وبطولة كأس العالم لكرة القدم 1962.

## روابط خارجية
- ليوبومير لوفريتش على موقع الاتحاد الدولي (مؤرشف)  (الإنجليزية)
- ليوبومير لوفريتش على موقع قاعدة بيانات كرة القدم.إي يو (الإنجليزية)
- ليوبومير لوفريتش على موقع ناشيونال فوتبول تيمز (الإنجليزية)
- ليوبومير لوفريتش على موقع Soccerway.com (الإنجليزية)
- ليوبومير لوفريتش على موقع عالم كرة القدم.نت (الإنجليزية)
- ليوبومير لوفريتش على موقع أوليمبيديا (الإنجليزية)